# Akademia Umiejętności

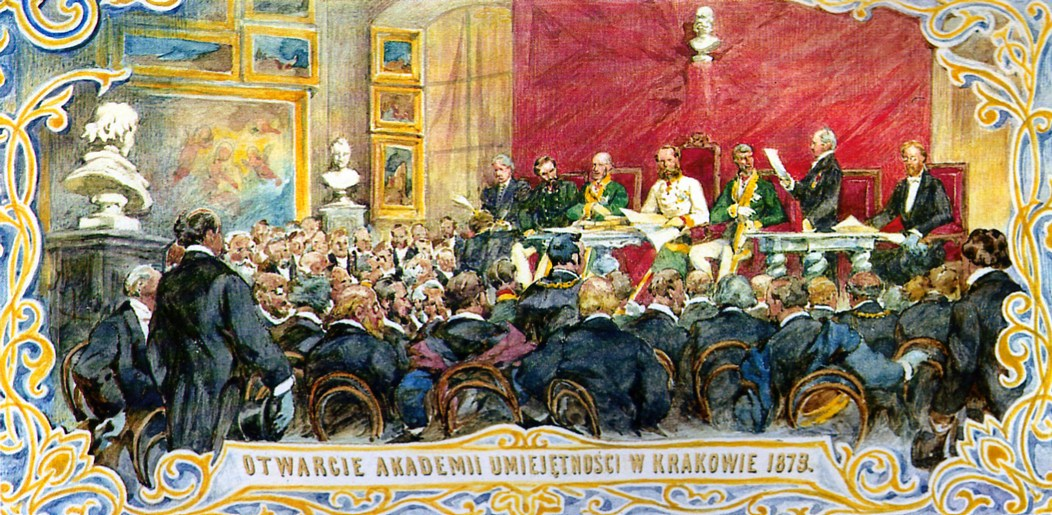
Inauguracja AU w 1873 r.

Nie należy mylić z: Polska Akademia Umiejętności.
Akademia Umiejętności – polska instytucja naukowa utworzona w 1872 w Krakowie (uroczyste otwarcie miało miejsce w 1873 w obecności cesarza Franciszka Józefa). 

## Historia
Powstała z Towarzystwa Naukowego Krakowskiego działającego od 1815. W 1893 przekazano na jej własność zbiór Biblioteki Polskiej w Paryżu. Pierwsze posiedzenie odbyło się 18 lutego 1873. Początkowo Akademia składała się z 3 wydziałów – filologicznego, historyczno-filozoficznego oraz matematyczno-przyrodniczego. Od 1915 roku AU przyznawała nagrodę im. Jerzmanowskich, zwaną „polskim Noblem”. W latach 1886–1938 przyznawana była nagroda z fundacji Probusa Barczewskiego za dzieła malarskie oraz prace z historii Polski.
Po 1918 przekształcona w Polską Akademię Umiejętności. W 1948 władze komunistyczne ogłosiły zamiar powołania Polskiej Akademii Nauk, a wobec PAU zastosowano restrykcje: finansowe, cenzuralne, ograniczono jej kontakty z zagranicą, zablokowano wydawnictwa. Placówki badawcze, wydawnictwa, zbiory, pamiątki i majątek PAU przekazano PAN.
W latach 1957–1958 uczeni podjęli próbę odtworzenia PAU, na co władze odpowiedziały powołaniem w Krakowie oddziału PAN. Odbudowę PAU umożliwiła dopiero zmiana ustroju w 1989. Odtworzyła ją grupa członków na podstawie dawnego statutu, z zachowaniem ciągłości organizacyjnej i odwołując się do tradycyjnych form działania.

## Prezesi i sekretarze generalni Akademii

### Prezesi
- Józef Majer (1872–1890)
- Stanisław Tarnowski (1890–1917)
- Kazimierz Morawski (1918–1925)

### Sekretarze generalni
- Józef Szujski (1872–1883)
- Stanisław Tarnowski (1883–1890)
- Stanisław Smolka (1890–1903)
- Bolesław Ulanowski (1903–1919)

### Członkowie Akademii
Członkami AU byli, między innymi: Jan Niecisław Baudouin de Courtenay, Aleksander Brückner, Benedykt Dybowski, Wojciech Dzieduszycki, Aleksander Fredro, Jan Aleksander Karłowicz, Tadeusz Korzon, Fryderyk Papée, Lucjan Rydel, Stanisław Smolka, Tadeusz Stryjeński, Władysław Ignacy Wisłocki, Tadeusz Wojciechowski, Wawrzyniec Żmurko.